# فرديناند سواتوش
فرديناند سواتوش (بالألمانية: Ferdinand Swatosch)‏ هو لاعب كرة قدم ومدرب كرة قدم نمساوي، ولد في 11 مايو 1894 في Simmering (Vienna) ‏ في النمسا، وتوفي في 29 نوفمبر 1974 في بازل في سويسرا. شارك مع منتخب النمسا لكرة القدم. أما مع النوادي، فقد لعب مع أوستريا فيينا ورابيد فيينا ونادي كولن ونادي ميلوز.

## وصلات خارجية
- فرديناند سواتوش على موقع قاعدة بيانات كرة القدم.إي يو (الإنجليزية)
- فرديناند سواتوش على موقع ناشيونال فوتبول تيمز (الإنجليزية)
- فرديناند سواتوش على موقع عالم كرة القدم.نت (الإنجليزية)